# Robert Cenker
Robert Joseph Cenker (Uniontown, 5 november 1948) is een Amerikaans voormalig ruimtevaarder. Cenker zijn eerste en enige ruimtevlucht was STS-61-C met de spaceshuttle Columbia en vond plaats op 12 januari 1986. Het doel van de vlucht was de lancering van drie communicatiesatellieten.
Cenker werd in 1985 geselecteerd door NASA. In 1986 verliet hij NASA en ging hij als astronaut met pensioen.